# Lago Dardanelle
El lago Dardanelle es un embalse sobre el río Arkansas situado en la zona centro-oeste del estado de Arkansas, Estados Unidos. El lago tiene una superficie de 150 km², una longitud de 80 km y una línea de costa de 510 km.